# 朝鮮民主主義人民共和国旅券
朝鮮民主主義人民共和国旅券（ちょうせんみんしゅしゅぎじんみんきょうわこくりょけん、朝鮮語: 조선민주주의인민공화국 려권、英語: Democratic People's Republic of Korea passport）は、朝鮮民主主義人民共和国のパスポート。
しかし北朝鮮国民の殆どは国外へ行くことが許されていないため、パスポートが発行される事はめったにないと考えられている。また、在日本朝鮮人総聯合会では朝鮮籍の者向けに旅券発行の代行をしている。

## 歴史
朝鮮半島における初期のパスポートは、1902年に大韓帝国から発行され、貿易パスポートと旅行パスポートの2種類があった。パスポートには中国語の文章と、それを英語とフランス語に翻訳したものが記入されている。

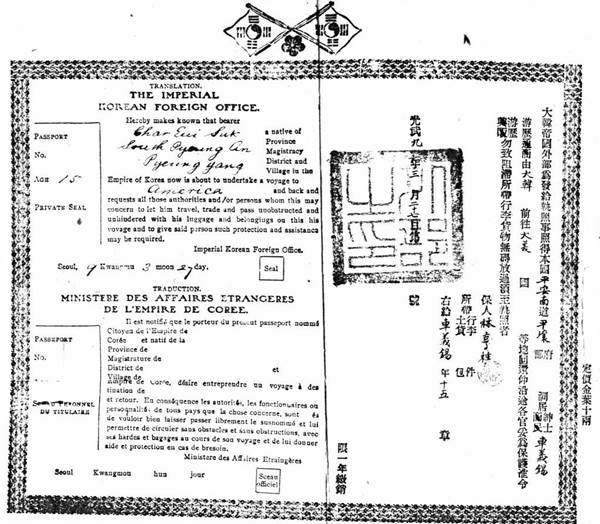
1905年に大韓帝国が発行した旅券。
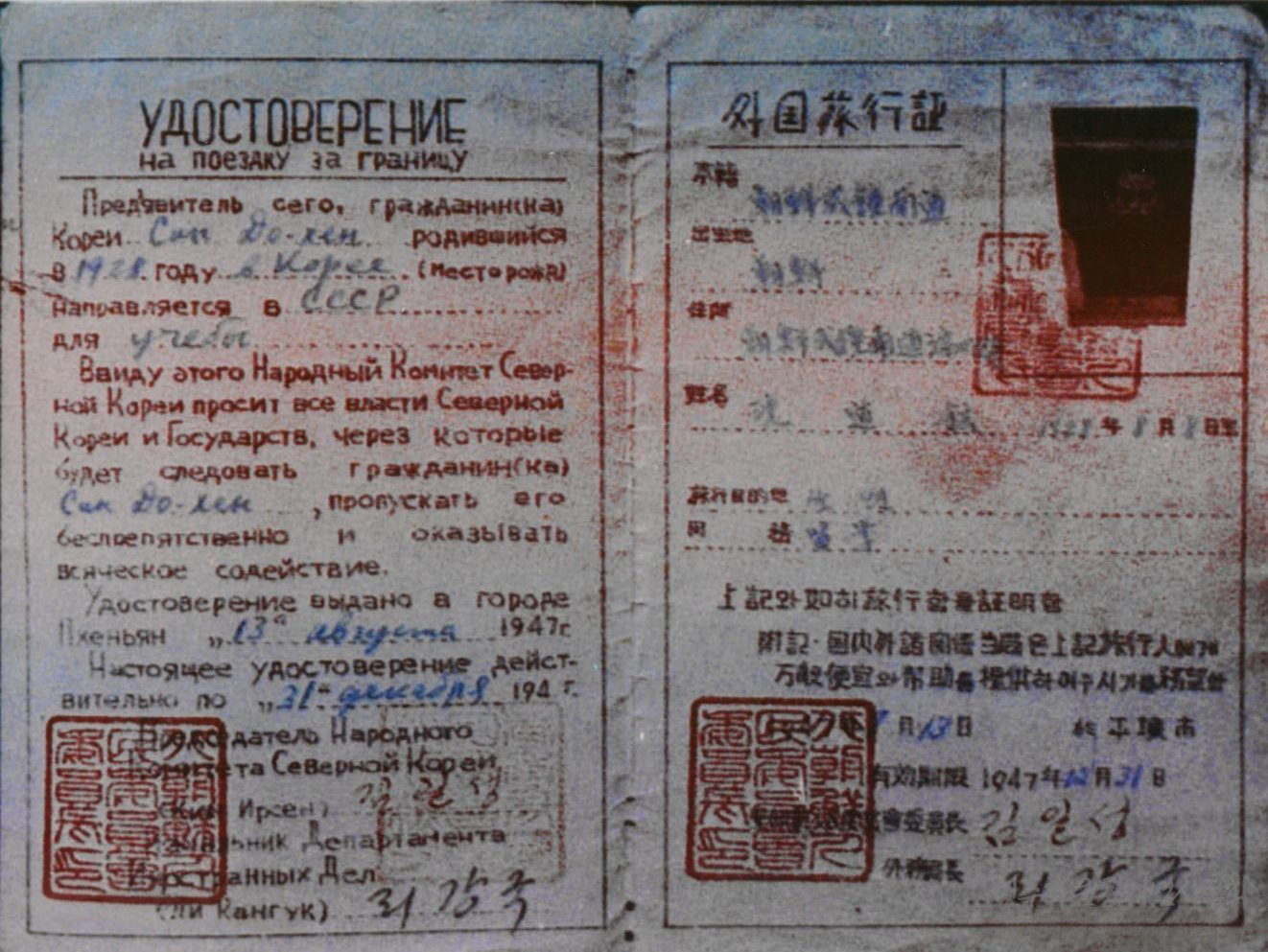
1947年に北朝鮮人民委員会が発行した「外国旅行証」。

### バージョン
初版のパスポート
パスポートの初期バージョンは1950年代に最初に発行された。パスポートの表紙には赤色の背景と、金色の文字が刻まれている。中央には朝鮮民主主義人民共和国の国章がある。国章の上部に「려권（旅券）」という文字が印刷されている。下には「조선민주주의인민공화국（朝鮮民主主義人民共和国）」が印刷されている。内部の最初のページには、パスポートの名前が朝鮮語、中国語、ロシア語で表記されている。次のページには、名前、生年月日、出生地、近親者、体長、目の色、髪の色、仲間などの個人情報が記されている。その右側のページには、発行日、有効期限、発行場所、発行者の署名、発行機関の印鑑が記載されている。これらの情報は、中国語とロシア語にも翻訳されている。

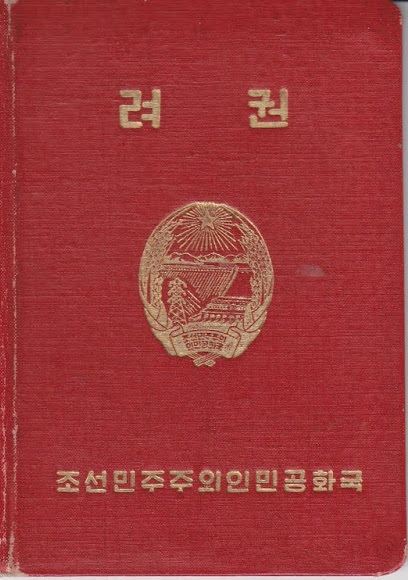
パスポートのカバー（初版）。
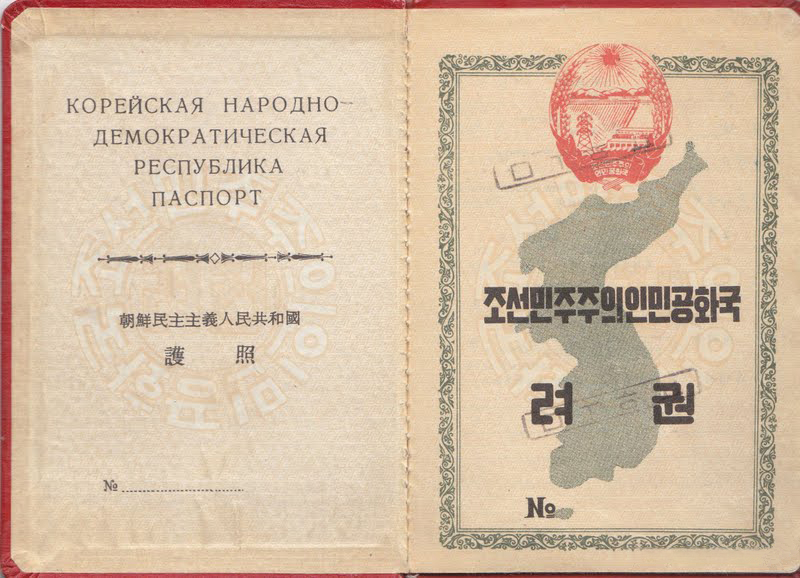
パスポート名のページ（初版）。
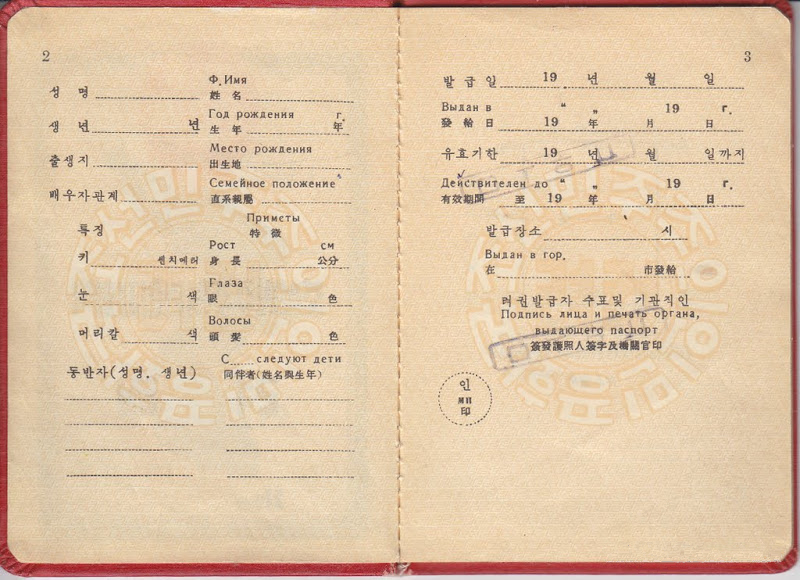
個人情報ページ（初版）。

90年代のパスポート
パスポートの90年代版の表紙には、青黒の背景に金色の文字が刻まれている。上部は朝鮮民主主義人民共和国の国章がある。北朝鮮の国のフルネームは、国章の下に「조선민주주의인민공화국（朝鮮民主主義人民共和国）」、その下には「려권（旅券）」と印刷されている。内側の最初のページには、朝鮮語、英語、フランス語で書かれた保護要請文、パスポートの名前、パスポート番号がある。次のページには顔写真と所有者の署名があり、北朝鮮のスタンプが押されている。2ページ目には、氏名、性別、生年月日、出生地、発行機関（外務省）、外務省の印鑑、外務大臣の署名、日付などの個人情報をが書かれている。これらの情報は、次のページに英語とフランス語の翻訳したものが記されている。すべての情報は手書きで書かれている。最後のページは注意事項が書かれている。

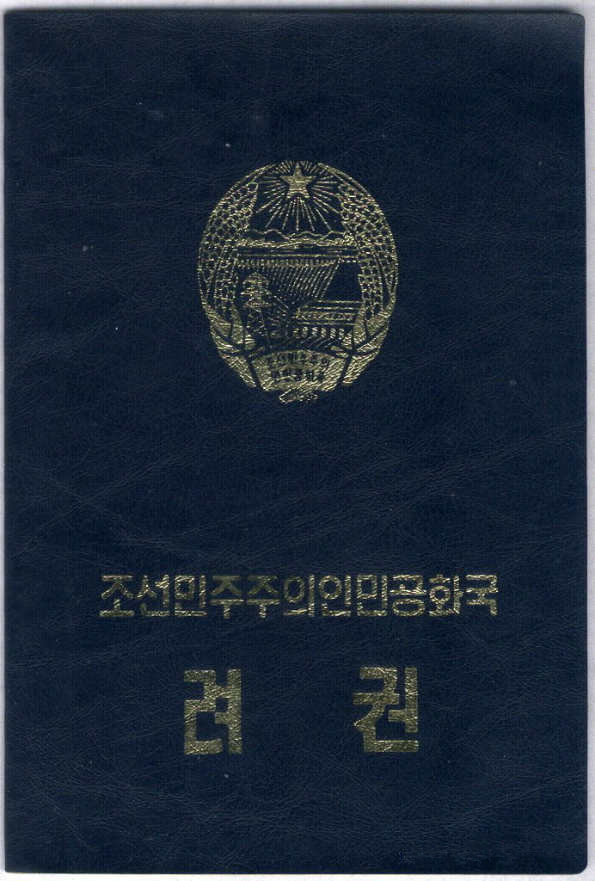
パスポートカバー（90年代版）。
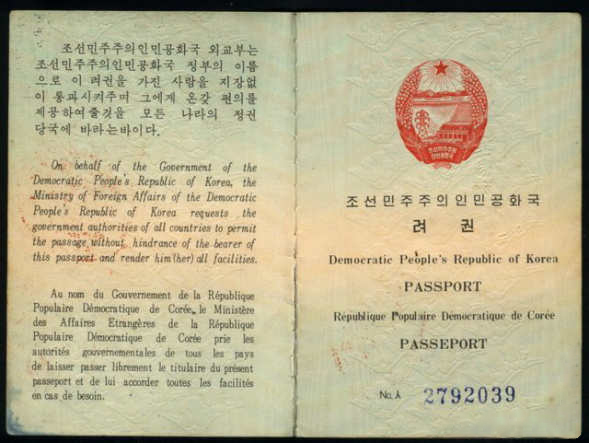
保護要請文とパスポート名（90年代版）。
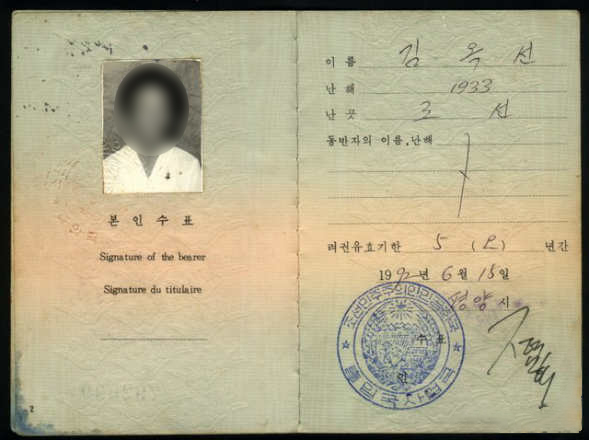
個人情報ページ（90年代版）。
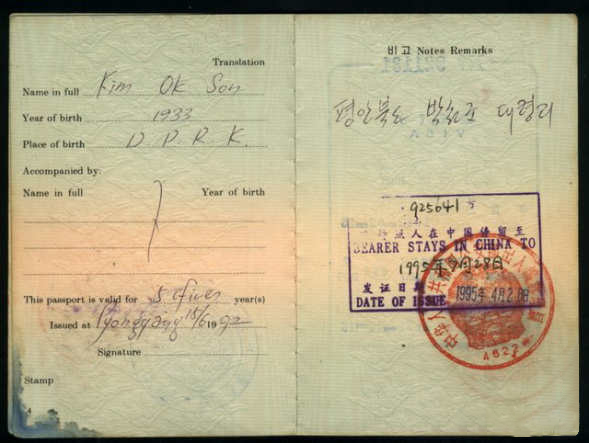
個人情報ページと備考ページ（90年代版）。
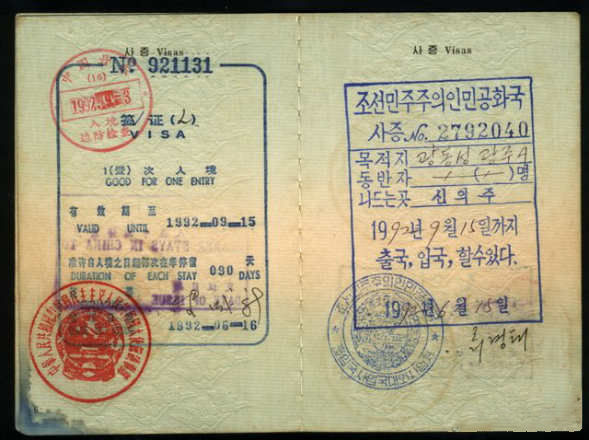
査証ページ（90年代版）。

2000年版のパスポート
通常パスポートの2000年版の表紙は青に変更されたが、文字と国章は金色で刻まれている。パスポートのサイズは88x124ミリメートル。パスポートの内容は朝鮮語と英語の両方で記録されており、合計32ページ（緊急パスポートの場合は8ページ）ある。表紙の中央には国章がある。上の1行目には朝鮮語で「조선민주주의인민공화국（朝鮮民主主義人民共和国）」、2行目には「려권（旅券）」、下部には「DPR OF KOREA」と「PASSPORT」が書かれている。内側のページには、保護要請文とパスポートの名前が記載されている。次のページの上部はパスポート番号、中央部分は顔写真、スタンプがあり、下に氏名、性別、生年月日、国籍、発行日、有効期限が記載されている。次のページ上部には発行機関のスタンプと外務大臣の署名が刻印されており、下部には同伴者（子供連れ等）の情報がある。裏表紙は所有者の署名ページがある。すべての情報は手書きである。

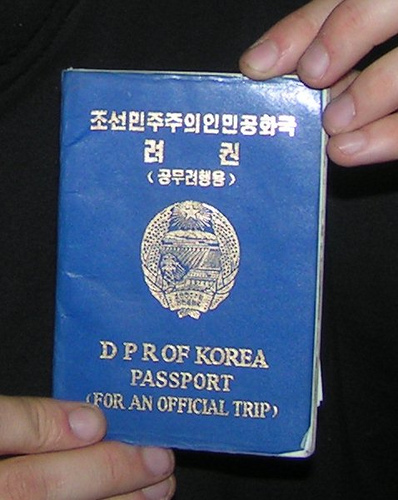
通常パスポート（2000年版）。
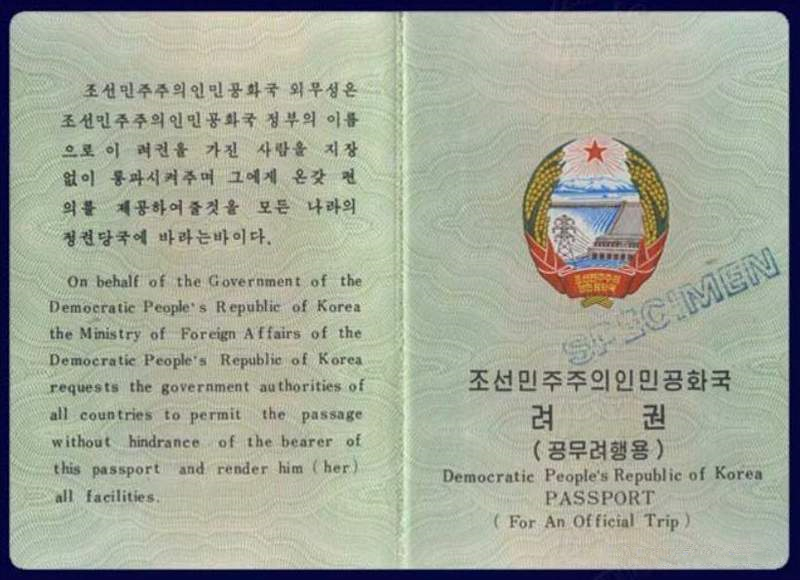
保護要請文とパスポート名（2000年版）。
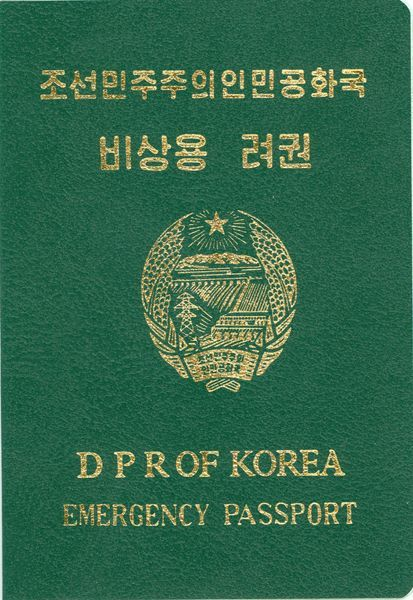
緊急パスポート（2000年版）。
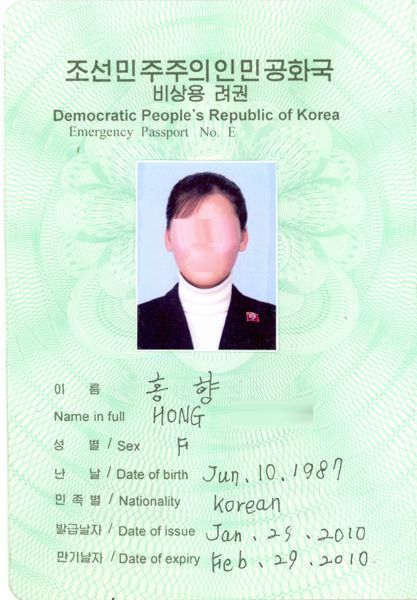
緊急パスポートの個人情報ページ（2000年版）。

2004年版のパスポート
2004年版の通常パスポートの表紙の背景色は青色、外交パスポートは赤色、2004年の公式パスポートは緑色、2005年の公式パスポートは紺色、2011年の緊急パスポートは灰色で、表紙の文字と国章はいずれも金色である。パスポートのサイズは88x125ミリメートル。パスポートの名前は朝鮮語と英語で記録されている。合計36ページ（緊急パスポートの場合は8ページ）で、有効期間は通常5年である。表紙の中央は国章、一番上の行には、朝鮮語で「조선민주주의인민공화국（朝鮮民主主義人民共和国）」、2行目は英語で「DEMOCRATIC PEOPLE'S REPUBLIC OF KOREA（朝鮮民主主義人民共和国）」、国章の下には「려권（旅券）」と「PASSPORT（パスポート）」が書かれている。内側のページには保護要請文とパスポート名があり、次のページは個人情報ページがある。左側には顔写真が貼られ、所有者の署名は、機械スキャンされたものがパスポートに直接印刷されている。下部にはPDF417規格のバーコード、発行担当者の署名がある。2ページ目は同伴の子供（2名まで、※緊急パスポートは不可）のページと備考ページがある。次のページには注意事項が記されている。現在2004年版のパスポートは、緊急パスポートを除き廃止されているが、すでに発行されたパスポートは有効期限まで引き続き使用できる。

通常パスポート（2004年版）。
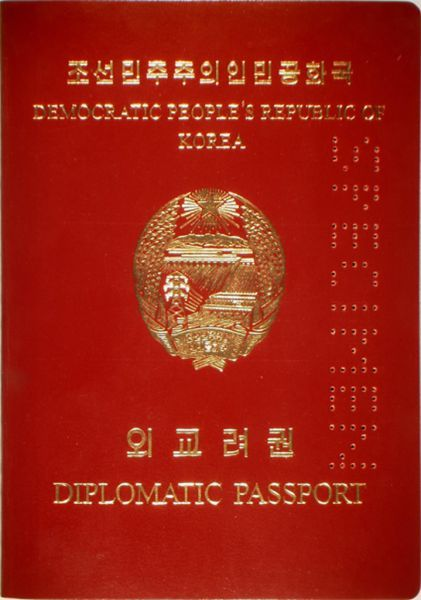
外交パスポート（2004年版）。
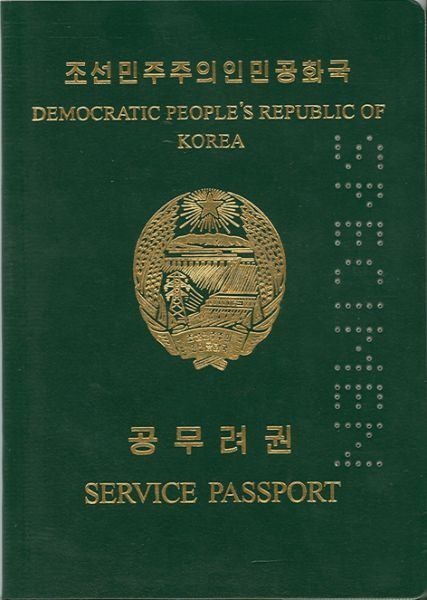
公式パスポート（2004年版）。
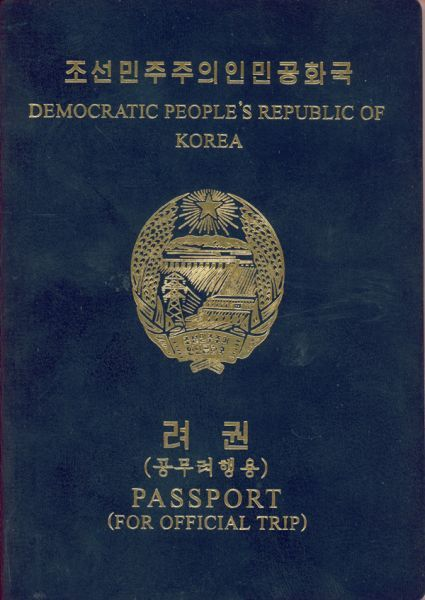
公式パスポート（2005年版）。
緊急パスポート（2011年版）。

電子パスポート
北朝鮮政府は、2016年にICAO9303規格に準拠した電子パスポートをリリースした。ただし北朝鮮の殆どの一般国民は私的な目的で国外へいくことが許されていないため、一般国民に電子パスポートが発行される事はほぼない。新しく発行された電子パスポートには通常パスポート、公式パスポート、外交パスポート、サービス通常パスポートの3種類のみである。電子パスポートの表紙の裏には「」のマークがあり、裏表紙の内側には個人情報が書き込まれたICチップが入っている。

## 外観
朝鮮民主主義人民共和国のパスポートカバーは紺色で、中央に朝鮮民主主義人民共和国の国章が描かれている。エンブレムの上に「조선민주주의인민공화국」と「DEMOCRATIC PEOPLE'S REPUBLIC OF KOREA」の文字が刻まれ、下に「려권」と「PASSPORT」が刻まれている。朝鮮民主主義人民共和国では「려권」という表記が用いられ、韓国では「여권」が用いられているが、いずれも漢字表記は「旅券」である。

## 種類
- 通常のパスポートは、外務省に認められる公式の理由、いわゆるスポーツや学術競技（オリンピック等）、国外で事業を行っている機関職員、国外への出稼ぎ労働などの目的で外国を訪問する北朝鮮人に向けて発行される通常のパスポート。特別な権限が必要である。このパスポートは、北朝鮮に帰国後は外務省に没収される。カバーは紺色で、有効期限は5年。
- 公式パスポートは、貿易や海外旅行関係の会社、北朝鮮の在外公館や領事館、その他には経済官僚向けに発行される。カバーは緑色で、有効期限は5年。
- 外交パスポートは、外務省、朝鮮労働党中央委員会、朝鮮労働党、軍の高官など身分の高い職員に発行される。他の官僚については、副相以上のみが外交パスポートを発行できる。このパスポートは外交特権がある。カバーは赤色で、有効期限は5年。

通常のパスポートは、帰国後に返却する必要がある。また特別な許可なしに発行される事はなく、出国するには出国ビザの申請が別途必要となる。

## IDページ

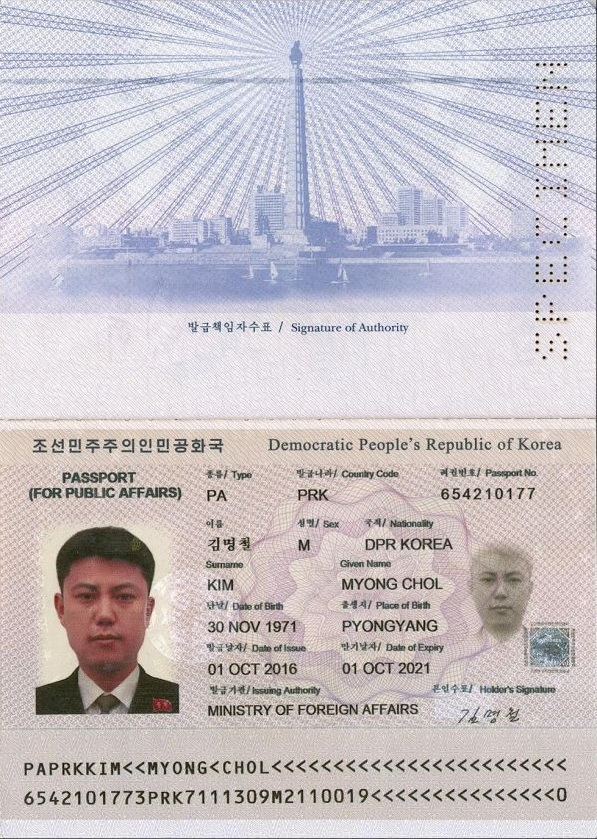
電子パスポートの個人情報ページ

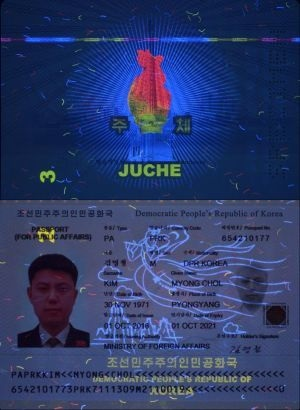
個人情報ページには、偽造防止パターンが埋め込まれており、ブラックライトを当てると、隠された絵が浮かび上がる。

北朝鮮のパスポートのIDページには、次のような情報が刻まれている。
- 1. パスポートナンバー
- 2. 名前 (ラテン語と朝鮮語)
- 3. 生年月日 (YY-MM-DD)
- 4. 出身地
- 5. 国籍
- 6.パスポートの有効期限 (5年)
- 7. 有効期限 (YY-MM-DD)
- 8. 発行日 (YY-MM-DD)

## パスポートのメモ
北朝鮮のパスポートには、次のような保護要請文が刻まれている。
朝鮮語:
이 려권소지자는 조선민주주의인민공화국의 보호를 받습니다. 이 려권소지자를 지장없이 통과시켜 주며 그에게 필요한 편의와 보호를 베풀어 줄것을 모든 관계자들에게 요청하는 바입니다.
英語: 
The holder of this passport is under the protection of the Democratic People's Republic of Korea. All those whom it may concern are hereby requested to allow the holder to pass freely without let or hindrance, and to afford the holder with assistance and protection as may be necessary.
日本語（※独自翻訳）: 
この旅券の所有者は、朝鮮民主主義人民共和国の保護下にあります。これにより、旅券所有者を支障なく通過させ、必要に応じて支援と保護を与えることを、全ての関係者に要請します。

## 注意事項ページ

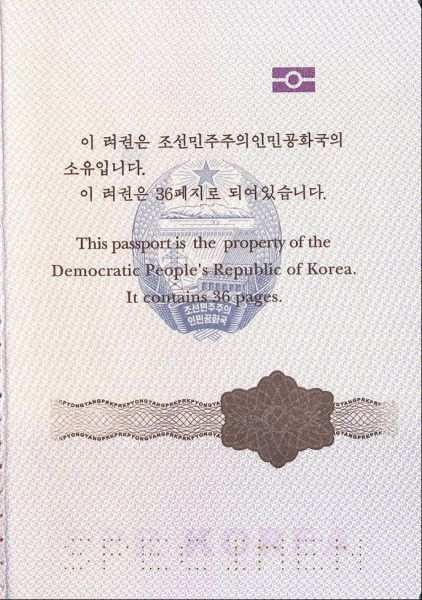
電子パスポートの注意事項ページ

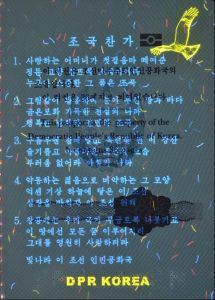
電子パスポートの注意事項ページにブラックライトをあてると、偽造防止パターンが浮かび上がる。

電子パスポートの裏表紙にはICチップが入っている。チップが壊れないように裏表紙の内側には、パスポートを曲げたり、穴を開けたり、高温、低温、湿気に晒さないよう注意を促す文章が記されている。
日本語での意味は次の通り。
注意事項ページをブラックライトで照らすと、祖国賛歌（조국찬가）の歌詞が表示される。

## ビザ要件エリア

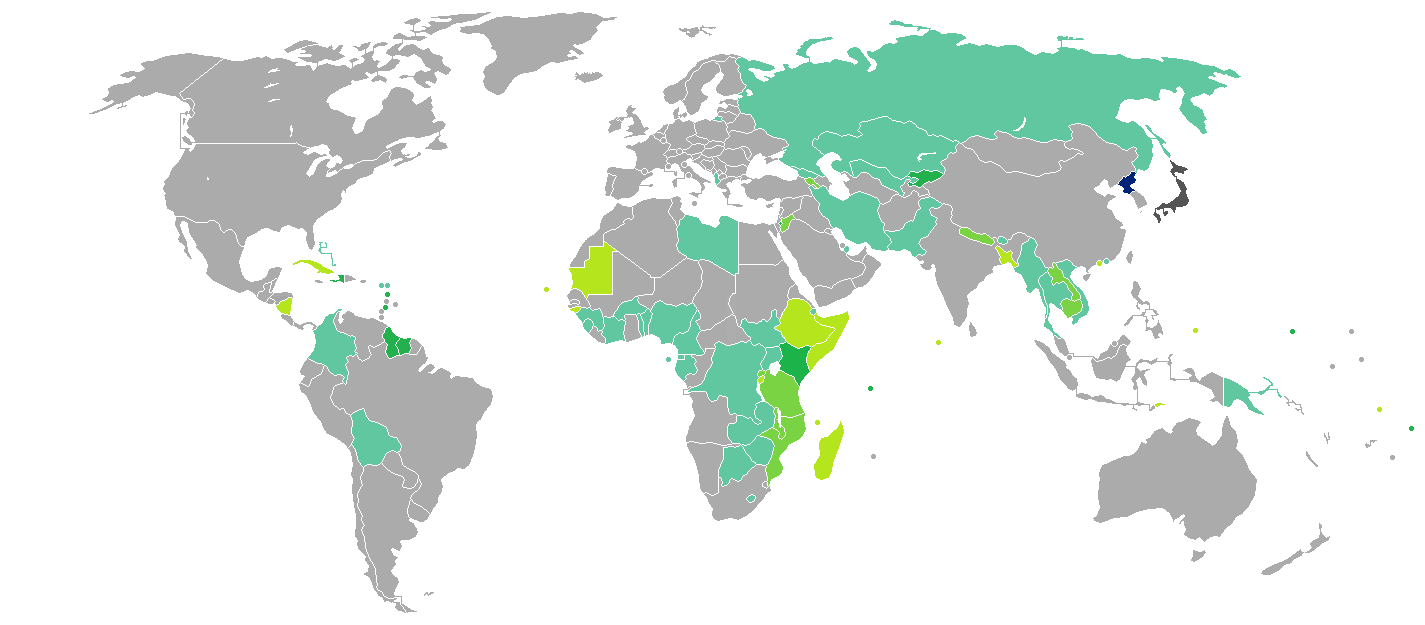
北朝鮮国民のビザ要件
北朝鮮
ビザなしで入国可能
到着時にビザが発行可能
eVisa対応
到着時に発行、またはオンラインによるビザ対応
ビザが必要
※日本は原則として入国拒否である。ビザも発行できない。

朝鮮民主主義人民共和国国民の査証要件を参照。